# Школа Лондонского Сити
Шко́ла ло́ндонского Си́ти (англ. City of London School) — независимая школа для мальчиков на берегу Темзы в лондонском Сити. Эта школа находится недалеко от Школы лондонского Сити для девочек (школа для девочек — в пределах Барбикана). В школу вступают в 10—18 лет, хотя большинство учеников вступает в 11 лет, несколько меньше — в 13 лет, а некоторые — в 16 лет.
Школа лондонского Сити официально открылась в 1834 году указом английского парламента.

## Известные ученики
Бывшие ученики Школы лондонского Сити известны как «Старые горожане». Более 140 человек, перечисленных в Оксфордском словаре национальной биографии, получили образование в Школе лондонского Сити, и это только те, кого уже не было в живых ко времени издания словаря. Некоторые известные личности, которые обучались в этой школе, перечислены ниже.
- Писатель Кингслей Амис
- Г. Г. Асквит, британский Премьер-министр, 1908—1916
- Писатель Джулиан Барнс
- Военный корреспондент Дэвид Бланди, убитый в Сальвадоре 17 ноября 1989 года
- Майк Брерлей, капитан английской команды по крикету, 1977—1981
- Адвокат Виктор Мишкон, Барон Мишкон, который представлял Принцессу Диану во время её развода. Домашний представитель дел в Палате лордов с 1983 по 1990 и теневом Канцлера Лордов с 1990 по 1992.
- Писатель и журналист Денис Норден
- Буддолог Челмерс, Роберт, губернатор Цейлона.
- Актёр Дэниел Рэдклифф, сыгравший главного героя в фильме «Гарри Поттер».

## Директора школы
- 1837—1840: Дж. А. Джайлс (первый)
- 1840—1865: Преподобный доктор Г. Ф. Мортимер
- 1865—1889: Эдвин Эбботт Эбботт
- 1889—1905: Артур Поллард
- 1905—1929: Преподобный доктор Артур Чилтон
- 1929—1950: Ф. Р. Дейл
- 1950—1965: др. Артур Виллоби Бартон
- 1965—1984: Джеймс Эшли Бойес
- 1984—1990: Мартин Хаммонд
- 1990—1995: Брайен Г. Бас
- 1995—1998: Роджер Дж. Данкей
- 1998—1999: Дэвид Дж. Гроссэль
- 1999—2010: Дэвид Р. Левин
- 2010—2014: Гэри Гриффин
- 2014—2018: Сара Флечер
- с 2018: Алан А. Бёрд